# Kandyca minima
Genre
Espèce
Kandyca minima, unique représentant du genre Kandyca, est une espèce d'opilions laniatores de la famille des Trionyxellidae.

## Distribution
Cette espèce est endémique du Sri Lanka. Elle se rencontre vers Kandy.

## Description
Le syntype mesure 2 mm.

## Publication originale
- Roewer, 1915 : « Neue Opiliones aus dem ungarischen National-Museum in Budapest. » Annales Historico-Naturales Musei Nationalis Hungarici, vol. 13, p. 215–223 (texte intégral).